# The Lone Hand Texan (film 1947)
The Lone Hand Texan è un film del 1947 diretto da Ray Nazarro.
È un western statunitense ambientato in Texas durante il boom dell'estrazione del petrolio. Vede come interpreti principali Charles Starrett e Smiley Burnette. Fa parte della serie di film western della Columbia incentrati sull'eroe del West Durango Kid, interpretato da Starrett.

## Produzione
Il film, diretto da Ray Nazarro su una sceneggiatura di Ed Earl Repp, fu prodotto da Colbert Clark per la Columbia Pictures e girato dal 27 settembre al 5 ottobre 1946. Il titolo di lavorazione fu Blue Prairie.

## Distribuzione
Il film fu distribuito negli Stati Uniti dal 6 marzo 1947 al cinema dalla Columbia Pictures.
Altre distribuzioni:
- in Danimarca il 26 dicembre 1951 (Kampen om oliekilden)
- in Brasile (Texano Solitário)
- nel Regno Unito (The Cheat)

## Promozione
Le tagline sono:
- FEARLESS DURANGO...for thrills! PEERLESS SMILEY...for fun and music!
- BURSTIN' WITH BULLETS AND BALLADS!
- THERE'S NO STOPPIN' NOR TOPPIN' DURANGO AND SMILEY
- BURSTIN' with BULLETS and BALLADS!
- THE GUN-SMOKINEST, FUN-POKINEST WESTERN TEAM EVER!